# Sunrise (chanson de Norah Jones)
Pour les articles homonymes, voir Sunrise.
Singles de Norah Jones
Turn Me On
(2003) What Am I to You?
(2004)
Sunrise est une chanson de la chanteuse américaine Norah Jones. Elle est sortie le 12 janvier 2004 comme premier single de son deuxième album studio, Feels Like Home (2004).
Le single atteint notamment la 4e place au Canada et la 30e place au Royaume-Uni ainsi que la première place en Croatie. Bien qu'il ne soit pas classé au Billboard Hot 100 américain, le single s'est classé à la première place du classement Billboard Adult Alternative Songs et a été certifié disque d'or par la Recording Industry Association of America (RIAA) pour plus de 500 000 exemplaires écoulés. La chanson a remporté le prix de la meilleure prestation vocale féminine aux Grammy Awards de 2005.

## Liste des titres
| 1. | Sunrise   | 3:19 |
| 2. | Moon Song | 2:43 |

## Crédits
Les crédits sont tirés du livret de l'album Feels Like Home.
Enregistrement
- Enregistré aux studios Allaire (Shokan, New York), Avatar Studios, Sear Sound et Sorcerer Sound (New York)
- Mixé à Sear Sound (New York)
- Masterisé à DB Plus (New York)

Personnel
- Norah Jones – chant, écriture, piano, production
- Lee Alexander (en) – écriture, guitare basse
- Adam Levy – chœurs
- Daru Oda – chœurs
- Kevin Breit – guitare acoustique, banjoline
- Andrew Borger – tambour à fente
- Arif Mardin – production
- Jay Newland (en) – production, mixage
- Gene Paul – mastérisation
- Jamie Polaski – assistant mastérisation

## Classements et certifications

### Classements hebdomadaires
| Classement (2004)                    | Meilleure position |
| ------------------------------------ | ------------------ |
| Allemagne (GfK Entertainment)        | 53                 |
| Autriche (Ö3 Austria Top 40)         | 44                 |
| Belgique (Flandre Ultratip 100)      | 59                 |
| Canada (Nielsen SoundScan)           | 4                  |
| Croatie (HRT)                        | 1                  |
| Écosse (OCC)                         | 31                 |
| États-Unis (Adult Contemporary)      | 26                 |
| États-Unis (Adult Pop Songs)         | 18                 |
| États-Unis (Adult Alternative Songs) | 1                  |
| Irlande (IRMA)                       | 47                 |
| Italie (FIMI)                        | 13                 |
| Nouvelle-Zélande (RMNZ)              | 29                 |
| Pays-Bas (Nederlandse Top 40)        | 47                 |
| Pays-Bas (Single Top 100)            | 58                 |
| Royaume-Uni (UK Singles Chart)       | 30                 |
| Suisse (Schweizer Hitparade)         | 84                 |

### Certifications
| Région                                                                  | Certification | Ventes/Streams |
| ----------------------------------------------------------------------- | ------------- | -------------- |
| Allemagne (BVMI)                                                        | Or            | 150 000‡       |
| Danemark (IFPI)                                                         | Or            | 45 000‡        |
| États-Unis (RIAA)                                                       | Or            | 500 000*       |
| Italie (FIMI)                                                           | Platine       | 50 000‡        |
| Royaume-Uni (BPI)                                                       | Argent        | 200 000‡       |
| *Ventes selon la certification ‡ventes/streaming selon la certification |               |                |

## Historique de sortie
| Région      | Date            | Format(s)                           | Label(s)                 | Ref.   |
| ----------- | --------------- | ----------------------------------- | ------------------------ | ------ |
| États-Unis  | 12 janvier 2004 | Diffusion radio (adult alternative) | Blue Note                | [ 25 ] |
| États-Unis  | 19 janvier 2004 | Diffusion radio (smooth jazz)       | Blue Note                | [ 26 ] |
| Royaume-Uni | 29 mars 2004    | CD                                  | - Blue Note - Parlophone | [ 27 ] |